# Majske Poljane
Majske Poljane – wieś w Chorwacji, w żupanii sisacko-moslawińskiej, w mieście Glina. W 2011 roku liczyła 196 mieszkańców.